# Josef Fanta (football)
Pour les articles homonymes, voir Josef Fanta et Fanta (homonymie).
Josef Fanta, né le 29 décembre 1889 et mort le 19 octobre 1960, est un personnage important du football tchécoslovaque.

## Biographie

### Carrière de sélectionneur
Entraîneur de football, il dirige la sélection tchécoslovaque à cinq reprises : en 1920 (au sein d'un comité de sélection), de 1922 à 1923, puis de 1930 à 1931, ensuite quelques matchs entre 1931 et 1932 et pour finir en 1932.
Il fait partie avec l'écossais John Madden du comité de sélection tchécoslovaque aux Jeux olympiques de 1920 et amène la Tchécoslovaquie en finale, mais du fait d'un arbitrage biaisé, selon les Tchécoslovaques, l'équipe déclare forfait, et ne remporte pas la médaille d'argent car elle est disqualifiée.

### Carrière d'arbitre
En plus d'être le sélectionneur de la Tchécoslovaquie, il officie comme arbitre dans une compétition majeure :
- Jeux olympiques de 1920 (1 match :  Pays-Bas -  Suède 5 – 4 après prolongations[2])